# Ekkadu Srinivasan Lakshminarasimhan
Ekkadu Srinivasan Lakshminarasimhan (nacido en 1946) es un político hindú quien se desempeña actualmente como gobernador del estado de Andhra Pradesh desde diciembre de 2009 to 2019 and first gobernador del esatado de Telangana desde diciemvre de 2014 to 2109. Anteriormente fue director del buró de inteligencia de la India hasta 2006 y gobernador del estado de Chhattisgarh de 2007 a 2010.